# 貝谷八百子
貝谷 八百子（かいたに やおこ、1921年3月15日 - 1991年3月5日）は、日本のバレリーナ、振付家である。本名・貝谷スミ子。

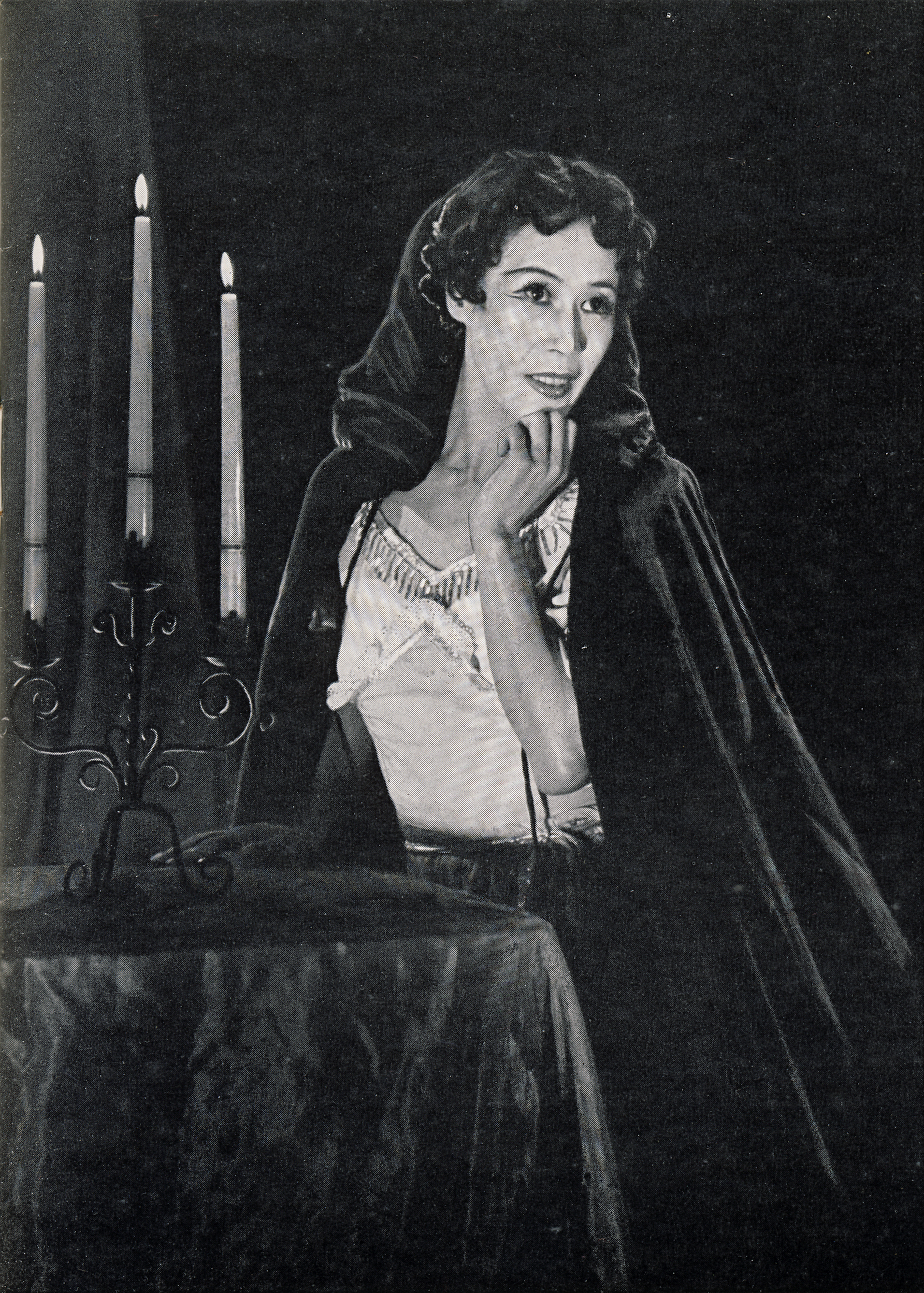
貝谷八百子バレエ団特別公演『ロミオとジュリエット』上演パンフレットより、ジュリエット役の貝谷。1956年2月頃

## 生涯
1921年（大正10年）、貝谷真孜の三女として福岡県大牟田市で生まれる。生家は鉱山主で、豊かな家庭だったといわれる。1933年（昭和8年)、文化学院に入学するため上京し、1934年（昭和9年）からエリアナ・パブロワにバレエを学んだ。1938年（昭和13年）、貝谷バレエ団を立ち上げ、歌舞伎座を借り切ってデビュー公演を行った。1940年（昭和15年）から1941年（昭和16年）まで、二階堂トクヨの日本女子体育専門学校（現・日本女子体育大学）でクラシックバレエを指導した。
1946年（昭和21年)、蘆原英了・小牧正英などとともに東京バレエ団を結成した。東京バレエ団は同年8月9日に帝国劇場で第1回公演『白鳥の湖』全幕を日本初演し、貝谷は主役（オデット）を務めた。
1950年（昭和25年）に東京バレエ団が解散した後もバレエ界で活躍を続け、1965年（昭和40年）に貝谷芸術学院を設立し、後進の育成や指導にあたった。日本バレエ協会副会長や、全日本舞踊連合理事などの要職も務めた。
1990年（平成2年）、肺炎のため逝去した。没後の2007年（平成19年）、「日本における『白鳥の湖』発祥の地記念碑」が貝谷バレエ団の敷地内に建立され、同年8月9日に除幕式が行われた。墓所は多磨霊園（21区1種10側8-2番）。

## 主な振付作品

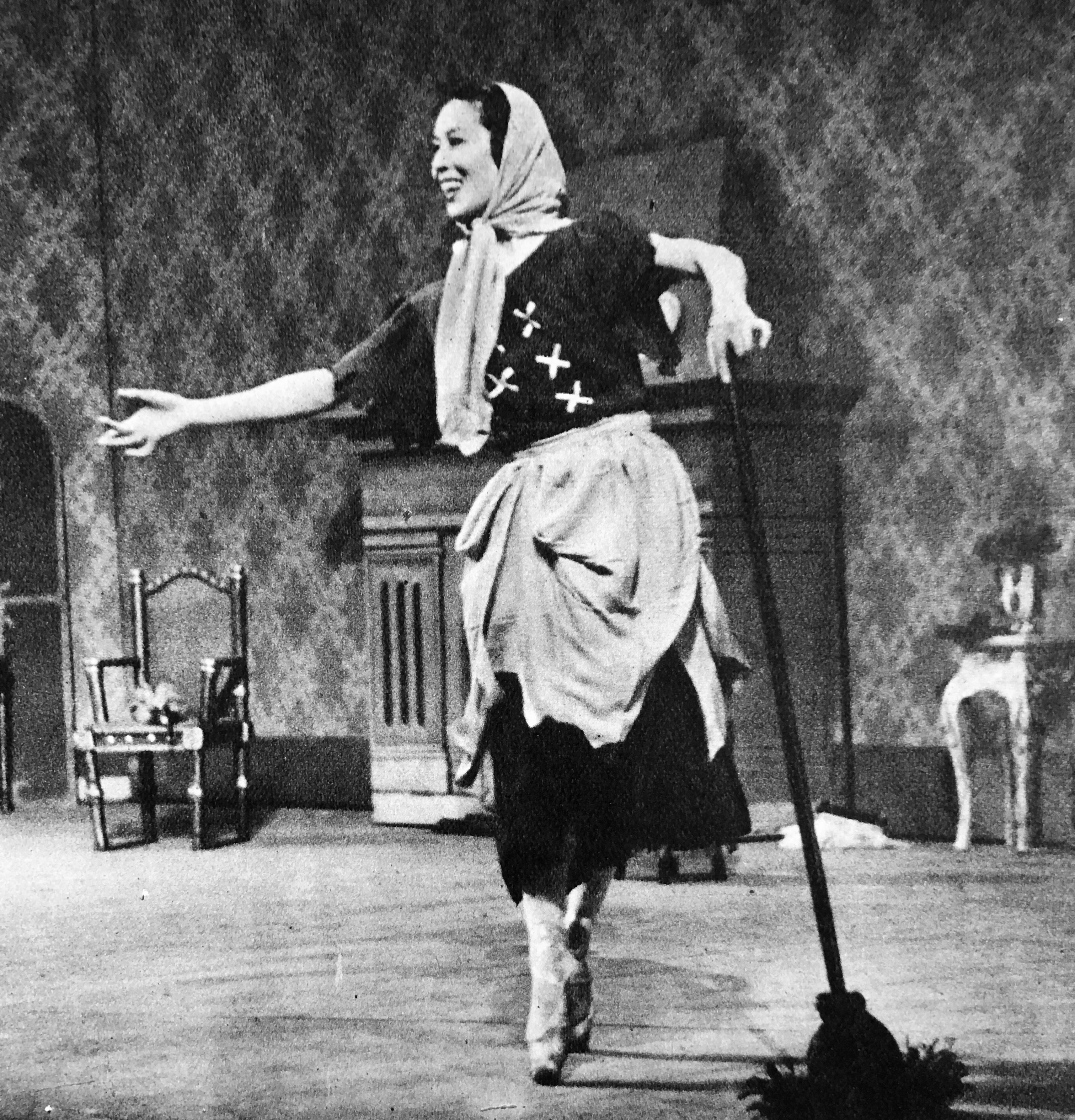
1955年3月16日から22日にかけて、貝谷バレエ団の『シンデレラ』が東京産経会館ホールで上演された。シンデレラ役の貝谷八百子。

- 『サロメ』（伊福部昭作曲）
- 『白鳥の湖』
- 『くるみ割り人形』
- 『シンデレラ』
- 『石橋』（しゃっきょう）

## 出演

### 映画
- 霧の夜の恐怖（1951年）[7]

### テレビ
- 第5回NHK紅白歌合戦審査員（1954年）

## 主な受賞歴
- 紫綬褒章
- 舞踊芸術賞（昭和49年度）[8]
- 勲四等宝冠章